# سينز إن جوهيل
سينز إن جوهيل (بالفرنسية: Sains-en-Gohelle)‏ هي بلدية تقع في إقليم باد كاليه من منطقة نور با دو كاليه في شمال فرنسا. تبلغ مساحة هذه المدينة 5.73 (كم²)، وترتفع عن سطح البحر 79 م، يبلغ عدد سكانها 3106 نسمة حسب إحصاء المعهد الوطني للإحصاء والدراسات الاقتصادية سنة 2009 م. وترأس Jean-Luc Wéry البلدية خلال فترة (2008-2014).